# Wood Norton
Wood Norton är en ort och civil parish i Storbritannien.   Den ligger i grevskapet Norfolk och riksdelen England, i den sydöstra delen av landet, 160 km nordost om huvudstaden London. Wood Norton ligger 70 meter över havet och antalet invånare är 221.
Terrängen runt Wood Norton är platt. Runt Wood Norton är det ganska tätbefolkat, med 116 invånare per kvadratkilometer. Närmaste större samhälle är East Dereham, 15,2 km söder om Wood Norton. Trakten runt Wood Norton består till största delen av jordbruksmark.